# Gustaaf Van Slembrouck
Gustaaf Van Slembrouck (ook Van Slembroeck) (Oostende, 25 maart 1902 - aldaar, 7 juli 1968) was een Belgische wielrenner. In 1925 won hij het Belgisch kampioenschap wielrennen voor onafhankelijken en van 1926 tot 1935 was hij beroepsrenner. In de Ronde van Frankrijk 1926 won hij de 3de rit naar Duinkerke en werd zo geletruidrager. Dat jaar was hij ook 2de in Parijs-Roubaix en in de Ronde van Vlaanderen. In de Ronde van Frankrijk 1927 won hij 2 etappes en in 1929 één etappe in deze rittenwedstrijd. In 1931 werd Van Slembrouck 3de in het Belgisch kampioenschap en in 1932 2de.

## Resultaten in voornaamste wedstrijden
| Jaar | Ronde van Italië | Ronde van Frankrijk | Ronde van Spanje |
| ---- | ---------------- | ------------------- | ---------------- |
| 1926 |                  | opgave (1)          |                  |
| 1927 |                  | 14e (2)             |                  |
| 1928 |                  |                     |                  |
| 1929 |                  | opgave (1)          |                  |
| 1930 |                  |                     |                  |
| 1931 |                  |                     |                  |

| Jaar | Ronde van Vlaanderen | Parijs-Roubaix | Parijs-Brussel | Parijs-Tours |
| ---- | -------------------- | -------------- | -------------- | ------------ |
| 1926 | ↑                    | ↑              |                |              |
| 1927 | ↑                    | 77e            |                | Zilver       |
| 1928 |                      |                | 7e             |              |
| 1929 | 5e                   |                | 11e            | 7e           |
| 1930 |                      | 6e             |                |              |
| 1931 | 5e                   | 8e             | 6e             |              |

- Bibliothèque nationale de France: cb17167948q (data)
- International Standard Name Identifier: 0000 0004 6364 5009
- Virtual International Authority File: 4442151304660149460004